# 粗轴荛花
粗轴荛花（学名：Wikstroemia pachyrachis）为瑞香科荛花属下的一个种。

## 扩展阅读
- 維基物種上的相關：粗轴荛花